# Stilbops
Stilbops is een geslacht van insecten uit de orde vliesvleugeligen (Hymenoptera) en de familie Ichneumonidae.

## Soorten
- S. asper (Schmiedeknecht, 1913)
- S. limneriaeformis (Schmiedeknecht, 1888)
- S. plementaschi Hensch, 1930
- S. quercicola Kasparyan, 1999
- S. robustus Kasparyan, 1984
- S. ruficornis (Gravenhorst, 1829)
- S. vetulus (Gravenhorst, 1829)